# 扭椎龍屬

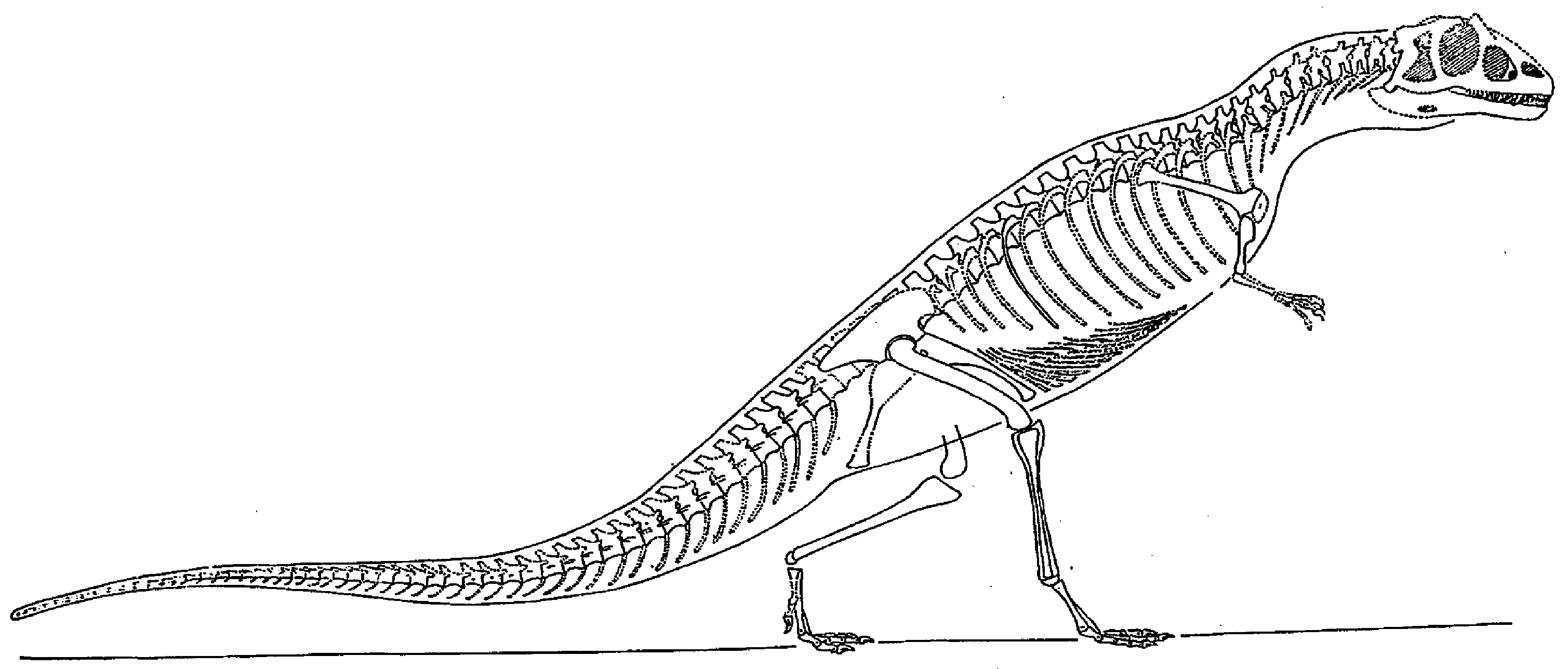
居氏扭椎龍的骨骼重建圖，繪製於1923年

扭椎龍屬（屬名：Streptospondylus）意為「反轉的脊椎骨」，是獸腳亞目斑龍超科的一個屬，狀態為疑名，生存於侏儸紀晚期的英格蘭，約1億6100萬年前。扭椎龍起初被敘述成鱷類，曾經有5個已命名種，但其中3個（S. recentior、S. meyeri、S. grandis）可能屬於禽龍。至少有一個種，居氏扭椎龍（S. cuvieri）可能屬於斑龍超科，而且類似美扭椎龍。
模式種是阿爾特多弗扭椎龍（S. altdorfensis），是由克莉斯汀·艾瑞克·赫爾曼·汪邁爾（Christian Erich Hermann von Meyer）在1832年所敘述、命名。